# Dassendorf
Dassendorf – gmina w Niemczech w kraju związkowym Szlezwik-Holsztyn, w powiecie Herzogtum Lauenburg, siedziba urzędu Hohe Elbgeest.